# Essex Castle
Essex Castle ist eine Burgruine im Nordostteil der Kanalinsel Alderney.

## Geschichte
Am Ende der Regierungszeit des englischen Königs Heinrichs VIII., im Jahre 1546, begannen die Arbeiten zum Bau einer Festung an einer Stelle, die später „Essex Castle“ genannt wurde. 200 Mann waren beim Bau beschäftigt und schufen Unterkünfte für eine Garnison von 200 Soldaten. Die Einnahme der Insel Sark durch die Franzosen 1549 stellte sicher, dass die Arbeiten fortgeführt wurden und weiteres Geld zur Verfügung stand. Als aber Königin Maria I. 1554 auf den Thron kam, wurden die Arbeiten an der Festung eingestellt und die Verteidigungsanlagen abgerissen.
Das Bauwerk wurde in ein Privathaus für John Chamberlayne, den Lord of Alderney 1584–1591, umgebaut. Es folgte eine Zeit, in der die Insel von Piraten angegriffen wurde oder von Piraten genutzt wurde, weil sie ungeschützt war.
Heute sind von Essex Castle nur noch die nördliche und die westliche Begrenzungsmauer erhalten.